# Jordsand
Jordsand était un petit hallig danois situé dans la mer des Wadden au sud-est de l'île danoise de Rømø et à l'est de l'île allemande de Sylt. L'île était d'abord connue sous le nom de Hiortsand (« île aux cerfs ») et était peut-être reliée à la fois au continent et à l'île de Sylt. 
Des documents de 1231 lui attribuent une surface de 20 km2. De nombreux terps y sont élevés. L'île est progressivement détruite par des marées de tempête : en 1807 sa superficie a décru à 40,7 hectares, puis à 18,4 hectares en 1873. En 1895, une tempête détruit le dernier terp ; l'île est abandonnée et devient une réserve ornithologique. Des tentatives de protection contre les inondations récurrentes sont conduites dans les années 1970, sans grand succès car aucune digue ne la protège.  
Dans les années 1990 n'affleurent plus que 2,3 hectares. L'île est définitivement submergée lors de l'hiver 1998-99. En 1999, toute la végétation de l'ancienne île a disparu et l'Agence danoise de la nature démonte sa cabane d'observation : Jordsand est officiellement enregistrée comme disparue. 
Le secteur est maintenant un banc de sable inondé lors des grandes marées hautes (en danois : højsande) nommé Jordsand Flak. 
Son nom persiste au nom de l'une des plus anciennes organisations environnementales d'Allemagne, Verein Jordsand, créée en 1907. 